# 카라바이요구
카라바이요(Carabayllo District)는 리마 군을 이루는 43개 구 중 하나이다.

## 같이 보기
- 리마 군
- 리마
- 페루의 주